# Mosa Lebusa
Mosa Lebusa (Welkom, 10 oktober 1992) is een Zuid-Afrikaans voetballer die bij voorkeur als linkervleugelverdediger speelt. In 2012 maakte hij vanuit de jeugdopleiding de overstap naar de eerste selectie van Ajax Cape Town.